# Зейлахер, Адольф
Адольф Зейлахер (Adolf «Dolf» Seilacher; 24 февраля 1925 г., Штутгарт, Германия — 26 апреля 2014 г., Тюбинген, Германия) — видный немецкий палеонтолог. Профессор Тюбингенского (до 1990) и Йельского (1987—2009) университетов.
Известные работы — книги «Fossil Art» (1997), «Trace Fossils Analysis» (2007), «Morphodynamics» (2014).
Лауреат премии Крафорда Шведской королевской АН (1992), единственный удостоившийся её палеонтолог.

## Биография
Родился близ Штутгарта. Прежде чем поступить в Тюбингенский университет в 1945 году, в годы войны он служил в германском флоте. В 1951 году получил докторскую степень. В 1964 году возвратился в альма-матер, где стал преемником Отто Шиндевольфа в должности профессора палеонтологии, а в 1990 ушёл оттуда в отставку. С 1987 по 2009 год преподавал в Йельском университете в качестве адъюнкт-профессора.
В 1977—1979 годах президент Немецкого палеонтологического общества.
Член Гейдельбергской академии наук (1987) и членкор Гёттингенской академии наук (1989).
Почётный член Gesellschaft für Naturkunde in Württemberg (1994) и Немецкого палеонтологического общества (1995), а также Геологического общества Лондона. Кавалер ордена «За заслуги перед землёй Баден-Вюртемберг» (1993).

### Награды
- Raymond C. Moore Medal[англ.], Society for Sedimentary Geology (1983)
- Премия Крафорда Шведской королевской АН (1992)
- Paleontological Society Medal[англ.] (1993)
- Gustav-Steinmann-Medaille[англ.] (1994)
- Lapworth Medal[англ.], высшая награда Palaeontological Association (2006)
- Otto-Jaekel-Medaille (2013)

## Труды
- Adolf Seilacher. Trace Fossils Analysis (англ.). — Berlin: Springer-Verlag, 2007. — 226 p. — ISBN 978-3-540-47225-4.
- Adolf Seilacher, Alan D. Gishlick. Morphodynamics (англ.). — Boca Raton: CRC Press, 2014. — 514 p. — ISBN 978-1-4822-2119-0.